# Kliczków Mały
Kliczków Mały – wieś w Polsce położona w województwie łódzkim, w powiecie sieradzkim, w gminie Brzeźnio.
W latach 1954–1972 wieś należała i była siedzibą władz gromady Kliczków Mały. W latach 1975–1998 miejscowość należała do województwa sieradzkiego.
Znajduje się na skraju dużego obszaru leśnego, w odległości 15 km na południowy zachód od Sieradza.

## Historia
Kliczków Mały pojawia się w źródłach pisanych w 1392 r., kiedy to właścicielem był Jaśko z Kliczkowa. W XVI w. występuje Kliczków Mały (zwany też Starym) i Kliczków Wielki (Nowy). Miejscowość ta, pierwotnie należąca do Kliczkowskich, przeszła w I połowie XVI w. w ręce Benedykta Wiktorowskiego, a następnie w II połowie tego wieku do Tarnowskich herbu Jelita. W XVIII w. majątek Tarnowskich obejmował oba Kliczkowy i sąsiednie wsie: Chajew, Bukowiec, Gęsinę i Rososz. W 1930 r., po śmierci ostatniego z Tarnowskich – Antoniego, majętność trafiła (po kądzieli) do Wierzchlejskich.
3 września 1939 żołnierze Wehrmachtu zamordowali gajowego lasów majątku Kliczków Mały Franciszka Ochlaska oraz Antoniego Jadczaka.
W czasie okupacji Niemcy wysiedlili część Polaków, a na ich miejsce sprowadzili Niemców wołyńskich. Kościół został zamknięty, a na plebanii utworzono placówkę Hitlerjugend. Jej członkowie spalili bibliotekę, wysiedlili proboszcza, ks. Bolesława Rosata, który zginął w Dachau, a kościół został zniszczony i zbezczeszczony. We dworze osiadł Niemiec Edward Buske i gospodarował tu jak właściciel do końca wojny.

## Zabytki
Parafię w Kliczkowie Małym ustanowił w 1590 r. bp Karnkowski na prośbę starosty sieradzkiego i dziedzica wsi Sebastiana Tarnowskiego, który w tym czasie wybudował tu kościół Wniebowzięcia NMP, uposażając go czynszami i zbożem. Poprzednio Kliczków należał do parafii w Charłupi Wielkiej. W miejsce zużytego poprzedniego kościoła dziedzic Roch Tarnowski wystawił obecny drewniany kościół w 1764 r. pw. św. Jana Nepomucena. Jest to budowla drewniana, konstrukcji zrębowej, oszalowana, z dachem krytym gontem. Drewniana dzwonnica współczesna kościołowi. Wystrój wnętrza jest barokowy. Z wyposażenia na uwagę zasługuje obraz Chrystusa Ukrzyżowanego z klęczącą Marią Magdaleną z początku XVII w., na belce tęczowej późnogotycki krucyfiks z początku XVI w.
Zachował się nagrobek Sebastiana Tarnowskiego herbu Jelita, zmarłego w 1607 r., kasztelana konarskiego sieradzkiego, z rzeźbioną postacią leżącego rycerza na tumbie ozdobionej panopliami. Sebastian Tarnowski stracił stopę pod Wielkimi Łukami, w wyprawie na Moskwę z Batorym. Żelazna kula, która urwała mu stopę, umieszczona jest obok nagrobka.
Przy kościele jest grobowiec Tarnowskich, w którym spoczywa Ignacy Sariusz Tarnowski, naczelnik Okręgu Sieradzkiego w czasie powstania styczniowego. Spoczywa tam też jego syn Antoni, ostatni dziedzic Kliczkowa z tego rodu. Ks. Walerian Różycki (ur. w 1827 r., święcenia w 1854 r.), proboszcz parafii w czasie powstania 1863 r., wygłaszał patriotyczne kazania i przechowywał powstańców, za co został skazany na osiedlenie w Rosji. Przy kościele pomnikowe lipy drobnolistne i dzwonnica drewniana z II połowy XVIII w. Na cmentarzu parafialnym grób dwóch nieznanych żołnierzy 30. Pułku Strzelców Kaniowskich poległych w walce z Niemcami 3 września 1939 r.
We wsi znajduje się drewniany dwór, konstrukcji zrębowej, parterowy, z mieszkalnym poddaszem o rodowodzie zapewne z pocz. XIX w., ostatnio gruntownie odnowiony przez prywatnego nabywcę. Wokół dworu zachowana dawna fosa.
Naprzeciwko głównego wejścia do dworu znajduje się murowana kapliczka z rzeźbą św. Jana Nepomucena z poł. XIX w.
Na północ od wsi (przy polnej drodze do Wągłaczewa) stoi obelisk odsłonięty uroczyście 26 VIII 1992 r. staraniem nauczyciela Tadeusza Płoszańskiego, z napisem: "Pamięci uczestników Powstania Styczniowego 1863 r. Cześć bohaterom".
Na południe od wsi odsłonięto podobny obelisk z 1995 r. Na nim napis: "W tym miejscu w styczniu 1945 r. w czasie potyczki AK i BCh z hitlerowcami zginął dowódca oddziału partyzanckiego Czesław Bartosik. Poległym za Ojczyznę cześć i chwała".
Według rejestru zabytków Narodowego Instytutu Dziedzictwa na listę zabytków wpisane są obiekty:
- kościół parafialny pw. św. Jana Nepomucena, drewniany, 1764, nr rej.: 817 z 28.12.1967
- dzwonnica, drewniana, nr rej.: 818 z 28.12.1967
- zespół dworski, pocz. XIX w.:
  - dwór, drewniany, nr rej.: 819 z 28.12.1967
  - park, nr rej.: 820 z 28.12.1967

## Przyroda
Wieś jest jednym z największych w środkowej Polsce skupiskiem pomnikowych drzew. W parku rośnie kilkanaście dębów szypułkowych o obwodach od 3 do 7 m, klon – 3,9 m, poza parkiem dalszych kilkanaście dębów, z których największy ma w obwodzie 772 cm i jest trzecim pod względem obwodu dębem w województwie. Obok dworu zwraca uwagę lipa szerokolistna o dwóch pniach zrośniętych w szyi korzeniowej, to drzewo o obwodzie 762 cm, dwa jawory, z których większy ma obwód 405 cm oraz topola czarna o obwodzie ponad około 370 cm. Przy kościele dwie lipy drobnolistne o obwodach: 637 cm (drzewo jednopniowe) i 648 cm (drzewo o trzech pniach).

## Opis
Miejscowość typowo rolnicza, otoczona pięknymi lasami, łąkami i stawami. Główne uprawy to zboża (żyto, pszenica, jęczmień) i ziemniaki, oraz produkcja mleczna i mięsna (bydło, świnie). Do Kliczkowa Małego doprowadzony jest wodociąg (ujęcie Kliczków-Kolonia), a także telefon (kierunkowy 43, numery zaczynające się od 8203 i 8204 itd.) We wsi znajdują się: biblioteka publiczna, przychodnia zdrowia, zabytkowy kościół, przykościelny cmentarz, cmentarz katolicki, zabytkowy dwór otoczony fosą i stawem, remiza ochotniczej straży pożarnej, budynek strażacki, dawny budynek strażacki, plac zabaw i inne budynki użyteczności publicznej. Do Kliczkowa Małego dostać się można autobusem PKS z Sieradza (kierunek końcowy: Chajew, Bukowiec, Brąszewice), z Brąszewic (kierunek Sieradz), Brzeźnia (kierunek Chajew, Brąszewice), Chajewa (kierunek Sieradz).